# ان‌جی‌سی ۳۶۲۶
ان‌جی‌سی ۳۶۲۶ یک کهکشان‌ است.